# NGC 4864
NGC 4864 је елиптична галаксија у сазвежђу Береникина коса која се налази на NGC листи објеката дубоког неба.
Деклинација објекта је + 27° 58' 35" а ректасцензија 12h 59m 13,2s. Привидна величина (магнитуда) објекта NGC 4864 износи 13,6 а фотографска магнитуда 14,6. Налази се на удаљености од 94,383 милиона парсека од Сунца. NGC 4864 је још познат и под ознакама MCG 5-31-58, CGCG 160-221, ARAK 397, DRCG 27-159, PGC 44566.